# Surfer Rosa
Surfer Rosa è il primo album dei Pixies, pubblicato il 21 marzo 1988 dall'etichetta indipendente inglese 4AD e prodotto da Steve Albini.

## Descrizione
I Pixies si presentarono allo studio di registrazione Q Division nel dicembre 1987, prenotandolo per dieci giorni. La 4AD mise a disposizione del gruppo un budget di 10.000 dollari, mentre il compenso di Albini fu di 1.500 dollari, senza royalties, che lo stesso Albini non richiedeva, ritenendole "un insulto alla band". Ad Albini si unì Jon Lup come assistente alla produzione. Il processo di registrazione durò per tutti i dieci giorni della prenotazione, e i missaggi delle voci aggiuntive vennero aggiunti solo successivamente in studio.
Albini utilizzò tecniche di registrazione inconsuete; ad esempio per la voce di Kim Deal in Where Is My Mind? e Gigantic spostò gli strumenti e registrò in un bagno per ottenere effetti più reali. Secondo John Murphy, al tempo marito della Deal: «Ad Albini non piaceva il suono da studio di registrazione». In seguito Albini ha dichiarato che la registrazione avrebbe potuto essere completata in una sola settimana, ma che: «abbiamo cercato soluzioni più sperimentali, fondamentalmente per ammazzare il tempo e vedere se ne veniva fuori qualcosa di buono». Ad esempio la voce di Black Francis in Something Against You fu fatta passare per un amplificatore.

## Tracce[1]
Testi e musiche di Black Francis.
1. Bone Machine – 3:02
2. Break My Body – 2:05
3. Something Against You – 1:47
4. Broken Face – 1:30
5. Gigantic – 3:45 (Francis/Kim Deal)
6. River Euphrates – 2:33
7. Where Is My Mind? – 3:53
8. Cactus – 2:16
9. Tony's Theme – 1:52
10. Oh My Golly! – 2:32
11. Vamos – 4:18
12. I'm Amazed – 1:42
13. Brick Is Red – 2:00

## Crediti[14]
- Black Francis – voce, chitarra
- Joey Santiago – chitarra
- Kim Deal – basso, voce d'accompagnamento (accreditata come Mrs. John Murphy)
- David Lovering – batteria
- Steve Albini - produzione, ingegneria del suono
- Gary E. Smith - produzione
- Paul Q. Kolderie - ingegneria del suono
- Simon Larbalestier - fotografia
- Vaughan Oliver - design, art direction

## Classifiche
| Rivista       | Nazione     | Classifica                              | Anno | Posizione |
| ------------- | ----------- | --------------------------------------- | ---- | --------- |
| Mojo          | Regno Unito | Mojo 1000, the Ultimate CD Buyers guide | 2001 | *         |
| Musik Express | Germania    | The 50 Best Albums from the 80s         | 2003 | 2         |
| Pure Pop      | Messico     | 100 Greatest Albums                     | 1993 | 22        |
| Q             | Regno Unito | The 50 Heaviest Albums of All Time      | 2001 | *         |
| Rolling Stone | USA         | The 500 Greatest Albums of All Time     | 2003 | 315       |
| Spin          | USA         | Top 100 Albums of the Last 20 Years     | 2005 | 6         |
| Treble        | USA         | The Best Albums of the 80s, by Year     | 2006 | 1         |

* indica liste non numerate.